# 久我通名
久我 通名（こが みちな）は、江戸時代前期から中期にかけての公卿。内大臣・久我広通の子。官位は従三位・権中納言。

## 経歴
久我広通の庶長子として誕生。明暦3年（1657年）に従四位に叙爵し、寛文2年（1662年）に元服。以降も累進し、侍従・左近衛中将・踏歌節会外弁などを務め寛文6年（1666年）に19歳にして権中納言となった。寛文10年（1670年）4月に男色のことで高倉兵部少輔を殺害し権中納言を罷免、延宝元年（1673年）に出家して療養した。
通名の長男・豊忠は通名の権中納言を辞任する前年の寛文9年（1669年）に同じ清華家の広幡家を継いでいたために久我家の名跡は弟・通誠が継いだ。出家後の元禄7年（1694年）に儲けた次男・堀川広益は江戸へ下って幕府に仕え、高家旗本に列している。なお、病気で辞職しながら77歳まで生存している。なお、後に長男豊忠の孫の信通は久我家を継いでいる。

## 出家の理由
国立公文書館内閣文庫の『諸家譜』の多くの写本では『依長病』（長い病気により）となっており、これが通説となっている。しかし、『諸家譜』の文化年間成立の史料では出家の記事に朱で注釈があり、『九条家本知此』とし、出家したのは実は延宝2年（1674年）4月17日で、『有子細近年蟄居』（ある事情により近年蟄居した）と付記しており、病気はあくまで表向きに過ぎなかったとしている。
出家後も子を儲けており、堀川広益の他に、牧野忠寿の正室の厚姫も婚礼が正徳6年（1716年）なので、出家後の子と推察されている。

## 系譜
- 父：久我広通
- 母：家女房
- 正室：西園寺公満の娘
  - 男子：広幡豊忠（1666-1737）
  - 男子：堀川広益（1694-1756）
- 側室：松向殿（栄珠院）
  - 女子：長松院（1689-1745） - 貞子、冬姫。伊達吉村正室
- 生母不詳の子女
  - 女子：櫛笥隆兼室
  - 女子：厚君（？-1732[1]） - 牧野忠寿正室[2]
  - 女子：孝姫 - 通子。伊達村胤室[3]
  - 女子：堀川広益養女 - 高島広行室